# La tarde del domingo
La tarde del domingo es un mediometraje español del año 1957, escrito y dirigido por Carlos Saura y protagonizado por Isana Medel. Se trata de su trabajo final en la Escuela Oficial de Cine durante el tercer curso (1956-57) y le permitió obtener el título de dirección. 
Está basado en la novela homónima del escritor Fernando Guillermo de Castro.

## Sinopsis
Una chica de servicio aprovecha la tarde del domingo para ir con sus amigas al baile.

## Reparto
- Isana Medel ...	Clara
- Julia María Butrón
- Francisco Herrera Gámez
- Soledad Perucha
- Carlos Pollack
- Leopoldo Arnáiz
- Francisco Gómez Delgado
- Luis Marín
- José María Ramonet
- Rafael Vera
- José Antonio Marqués
- Carmen Lozano
- Mari Paz Carrero
- Pilar García Faure

## Localizaciones
Se rodó en Madrid en diversas localizaciones. Las principales, el Parque del Retiro y la sala de baile del desaparecido cine Salamanca, en la calle del Conde de Peñalver. 